# Hirmoneura
Hirmoneura är ett släkte av tvåvingar. Hirmoneura ingår i familjen Nemestrinidae.

## Dottertaxa tillHirmoneura, i alfabetisk ordning[1]
- Hirmoneura andicola
- Hirmoneura annandalei
- Hirmoneura anthophila
- Hirmoneura anthracoides
- Hirmoneura arizonensis
- Hirmoneura articulata
- Hirmoneura austeni
- Hirmoneura basalis
- Hirmoneura bellula
- Hirmoneura bradleyi
- Hirmoneura brandti
- Hirmoneura brevirostrata
- Hirmoneura brevirostris
- Hirmoneura brunnea
- Hirmoneura carbonifera
- Hirmoneura cingulata
- Hirmoneura cockerelli
- Hirmoneura coffeata
- Hirmoneura cuprofulgida
- Hirmoneura ecuadorensis
- Hirmoneura elenae
- Hirmoneura ester
- Hirmoneura exotica
- Hirmoneura flavipes
- Hirmoneura laotica
- Hirmoneura lurida
- Hirmoneura maculipennis
- Hirmoneura magdalena
- Hirmoneura melolonthophaga
- Hirmoneura mesembrina
- Hirmoneura miriam
- Hirmoneura mittelstaedti
- Hirmoneura neli
- Hirmoneura nigerrima
- Hirmoneura nubipennis
- Hirmoneura obscura
- Hirmoneura ochracea
- Hirmoneura oldenbergi
- Hirmoneura opaca
- Hirmoneura orellanae
- Hirmoneura orientalis
- Hirmoneura paraluctosa
- Hirmoneura parandicola
- Hirmoneura philippii
- Hirmoneura philippina
- Hirmoneura pipistrella
- Hirmoneura priscila
- Hirmoneura psilotes
- Hirmoneura punctipennis
- Hirmoneura richterae
- Hirmoneura rubronigra
- Hirmoneura ruizi
- Hirmoneura silvae
- Hirmoneura spitzi
- Hirmoneura strobelii
- Hirmoneura surcana
- Hirmoneura texana
- Hirmoneura tienmushanensis
- Hirmoneura turkestanica
- Hirmoneura villosula
- Hirmoneura vitalisi
- Hirmoneura vsevolodi